# Newport East (circonscription du Senedd)
Ne doit pas être confondu avec Newport East (circonscription britannique).
Newport East est une circonscription de l'Assemblée nationale du pays de Galles.

## Membres de l'Assemblée
| Élection | Élection | Membre         | Parti  | Portrait |
| -------- | -------- | -------------- | ------ | -------- |
|          | 1999     | John Griffiths | Labour |          |

## Élections

### Élections dans les années 2010
| Élections de l'Assemblée galloise 2016: Newport East |                   |                 |        |       |       |
| Parti                                                | Parti             | Candidat        | Votes  | %     | ±     |
|                                                      | Labour            | John Griffiths  | 9,229  | 44.6  | −6.2  |
|                                                      | UKIP              | James Peterson  | 4,333  | 20.9  | +20.9 |
|                                                      | Conservateur      | Munawar Mughal  | 3,768  | 18.2  | −4.9  |
|                                                      | Liberal Democrats | Paul Halliday   | 1,481  | 7.2   | −11.9 |
|                                                      | Plaid Cymru       | Anthony Salkeld | 1,386  | 6.7   | -0.3  |
|                                                      | Green             | Peter Varley    | 491    | 2.4   | +2.4  |
| Majorité                                             | Majorité          | Majorité        | 4,896  | 23.7  | -4.0  |
| Participation                                        | Participation     | Participation   | 20,688 | 37.2  | +1.7  |
|                                                      | Labour hold       | Labour hold     | Swing  | -13.6 |       |

| Élections de l'Assemblée galloise 2011: Newport East |                   |                   |        |      |       |
| Parti                                                | Parti             | Candidat          | Votes  | %    | ±     |
|                                                      | Labour Co-op      | John Griffiths    | 9,888  | 50.8 | +18.7 |
|                                                      | Conservateur      | Nick Webb         | 4,500  | 23.1 | +0.5  |
|                                                      | Liberal Democrats | Ed Townsend       | 3,703  | 19.0 | −8.7  |
|                                                      | Plaid Cymru       | Chris Paul        | 1,369  | 7.0  | −1.5  |
| Majorité                                             | Majorité          | Majorité          | 5,388  | 27.7 | +23.3 |
| Participation                                        | Participation     | Participation     | 19,460 | 35.5 | −2.0  |
|                                                      | Labour Co-op hold | Labour Co-op hold | Swing  |      |       |

### Élections dans les années 2000
| Élections de l'Assemblée galloise 2007: Newport East |                   |                   |        |      |       |
| Parti                                                | Parti             | Candidat          | Votes  | %    | ±     |
|                                                      | Labour Co-op      | John Griffiths    | 6,395  | 32.1 | −12.5 |
|                                                      | Liberal Democrats | Ed Townsend       | 5,520  | 27.7 | +11.5 |
|                                                      | Conservateur      | Peter Fox         | 4,512  | 22.7 | −1.7  |
|                                                      | Plaid Cymru       | Trefor Puw        | 1,696  | 8.5  | −0.6  |
|                                                      | Indépendant       | James Harris      | 1,354  | 6.8  | N/A   |
|                                                      | English Democrats | Michael Blundell  | 429    | 2.2  | N/A   |
| Majorité                                             | Majorité          | Majorité          | 875    | 4.4  | −16.0 |
| Participation                                        | Participation     | Participation     | 19,906 | 37.5 | +7.1  |
|                                                      | Labour Co-op hold | Labour Co-op hold | Swing  |      |       |

| Élections de l'Assemblée galloise 2003: Newport East |                   |                   |        |      |      |
| Parti                                                | Parti             | Candidat          | Votes  | %    | ±    |
|                                                      | Labour Co-op      | John Griffiths    | 7,621  | 44.7 | −4.8 |
|                                                      | Conservateur      | Matthew Evans     | 4,157  | 24.3 | +1.5 |
|                                                      | Liberal Democrats | Ed Townsend       | 2,768  | 16.2 | +2.2 |
|                                                      | Plaid Cymru       | Mohammad Asghar   | 1,555  | 9.1  | −4.7 |
|                                                      | UKIP              | Neal J. Reynolds  | 987    | 5.8  | N/A  |
| Majorité                                             | Majorité          | Majorité          | 3,484  | 20.4 | −6.2 |
| Participation                                        | Participation     | Participation     | 17,212 | 30.4 | −5.4 |
|                                                      | Labour Co-op hold | Labour Co-op hold | Swing  | −3.2 |      |

### Élections dans les années 1990
| Élections de l'Assemblée galloise 1999: Newport East |                                        |                        |        |      |     |
| Parti                                                | Parti                                  | Candidat               | Votes  | %    | ±   |
|                                                      | Labour Co-op                           | John Griffiths         | 9,497  | 49.4 | N/A |
|                                                      | Conservateur                           | Mark A. Major          | 4,368  | 22.8 | N/A |
|                                                      | Liberal Democrats                      | Alistair R. Cameron    | 2,684  | 14.0 | N/A |
|                                                      | Plaid Cymru                            | Christopher K. Holland | 2,647  | 13.8 | N/A |
| Majorité                                             | Majorité                               | Majorité               | 5,129  | 26.6 | N/A |
| Participation                                        | Participation                          | Participation          | 19,214 | 35.4 | N/A |
|                                                      | Labour Co-op Vainqueur (nouveau siège) |                        |        |      |     |